# Stadtkreis (Deutschland)
Die Bezeichnung Stadtkreis steht in Deutschland für eine Gemeinde mit besonderer Stellung innerhalb der Gliederung des Landesgebiets. Die Bezeichnung wird in der Bundesrepublik Deutschland nur noch im Land Baden-Württemberg verwendet.
Je nach geographischem und historischem Kontext hatte die Bezeichnung in Deutschland darüber hinaus verschiedene weitere Bedeutungen. In den früheren deutschen Staaten Preußen und Thüringen wurden als Stadtkreis Städte mit einem eigenen Kreisverband bezeichnet. Später wurde der Begriff auch in diversen anderen Ländern des Deutschen Reichs verwendet. In der Deutschen Demokratischen Republik (DDR) stand die Bezeichnung für größere Städte, die verwaltungsmäßig nicht einem Landkreis zugeordnet waren, siehe hierzu: Stadtkreis (DDR).

## Baden-Württemberg
In Baden-Württemberg ist ein Stadtkreis eine Stadt, die keinem Landkreis angehört. Die Stadtverwaltung ist auch für Aufgaben der unteren Verwaltungsbehörde zuständig, die im Landkreis das Landratsamt ist. Andere Länder in Deutschland verwenden dafür die Bezeichnung „Kreisfreie Stadt“, in Österreich spricht man von Statutarstädten.

## Geschichte

### Preußen
Explizit so genannte Stadtkreise wurden erstmals in Preußen im Rahmen der Stein-Hardenbergschen Reformen eingerichtet. Rechtsgrundlage für ihre Bildung war § 36 der Verordnung wegen verbesserter Einrichtung der Provinzial-Behörden vom 30. April 1815, der besagte:
„Alle Ortschaften, die in den Grenzen eines Kreises liegen, gehören zu demselben und sind der landrätlichen Aufsicht untergeordnet; doch sollen alle ansehnlichen Städte mit derjenigen Umgebung, die mit ihren städtischen Verhältnissen in wesentlicher Berührung stehen, eigene Kreise bilden.“
Nach diesem Prinzip wurden zwischen 1816 und 1818 die Stadtkreise Aachen, Danzig, Düsseldorf, Erfurt, Halberstadt, Halle, Köln, Königsberg, Magdeburg, Minden, Naumburg, Stettin und Trier gebildet.
Die kreisfrei bleibenden Städte Berlin, Breslau, Münster, Posen und Potsdam wurden zunächst nicht formal als Stadtkreis deklariert. Im weiteren Verlauf des 19. Jahrhunderts wurden auch diese Städte üblicherweise als Stadtkreis bezeichnet.
Das Prinzip der Zusammenfassung von größeren Städten mit ihrem näheren Umland wurde bald weitgehend wieder aufgegeben, so dass mehrere Stadtkreise bis 1828 verändert oder ganz aufgelöst wurden:
- Von den Stadtkreisen Danzig, Halle, Königsberg und Magdeburg wurden 1828 die ländlichen Gebiete wieder abgetrennt.[4][5][6][7]
- Die Stadtkreise Minden (1817), Erfurt (1818), Düsseldorf (1820) sowie Stettin (1826) wurden ganz aufgehoben und Teil der entsprechenden Landkreise.[8][9][10][11]
- Die Stadtkreise Naumburg (1818) und Halberstadt (1825) wurden so vergrößert, dass sie zu normalen Landkreisen wurden.[12][13]

Stadtkreise, die aus mehr als einer Gemeinde bestanden, waren seitdem noch
- von 1867 bis 1886 der Stadtkreis Frankfurt am Main, bestehend aus der Stadt Frankfurt am Main und mehreren umliegenden Landgemeinden[14][15]
- bis 1887 der Stadtkreis Magdeburg, zuletzt bestehend aus den Städten Magdeburg, Neustadt-Magdeburg und Buckau[16][17]
- bis 1888 der Stadtkreis Trier, bestehend aus der Stadt Trier und mehreren umliegenden Landgemeinden[18][19]
- von 1867 bis 1889 der Stadtkreis Altona, bestehend aus den Städten Altona und Ottensen.[20][21]

Die Bildung weiterer Stadtkreise in Preußen durch Auskreisung aus ihren Landkreisen begann in den 1860er Jahren mit Barmen und Elberfeld. Bis 1945 entstanden in Preußen mehr als 130 weitere Stadtkreise. Die im 19. Jahrhundert in den preußischen Provinzen erlassenen Kreisordnungen machten dies beim Überschreiten einer bestimmten Einwohnerzahl möglich. In der Rheinprovinz waren 40.000 Einwohner nötig, in der Provinz Westfalen 30.000 und in den übrigen Provinzen 25.000 Einwohner.

### Übriges Deutsches Reich
Außerhalb von Preußen existierte im Deutschen Kaiserreich bis 1918 noch die Stadtkreise Metz und Straßburg in Elsaß-Lothringen. In der Weimarer Republik wurden 1922 in Thüringen sowie 1933 in Anhalt erstmals Stadtkreise gebildet. Die Erste Verordnung zur Durchführung der Deutschen Gemeindeordnung vom 22. März 1935 bestimmte die Stadtkreise im Deutschen Reich und wandte damit diesen Begriff erstmals reichsweit an. Dadurch wurde insbesondere auch für die kreisunmittelbaren Städte in Bayern sowie die bezirksfreien Städte in Sachsen die Bezeichnung Stadtkreis eingeführt.

### Historische Übersicht der Bezeichnungen
Die historische Übersicht weist die Bezeichnung für die Stadtkreise bzw. die kreisfreien Städte in den Ländern des Deutschen Reiches vor 1935 aus. In der Republik Baden und im Volksstaat Hessen gab es vor 1935 keine den Stadtkreisen vergleichbaren Städte.
| Land                            | Bezeichnung               | Anmerkungen |
| ------------------------------- | ------------------------- | --- |
| Anhalt                          | Stadtkreis                | Beginnend mit Bernburg und Dessau wurden in Anhalt erstmals 1933 Stadtkreise eingerichtet.                                      |
| Bayern                          | Kreisunmittelbare Stadt   | Die Bezeichnung bedeutete regierungsbezirks-unmittelbare Stadt, also direkt dem Regierungsbezirk unterstellt.                   |
| Braunschweig                    | Stadt                     | Die Stadt Braunschweig schied 1925 aus dem Kreis Braunschweig aus und war seitdem kreisfrei.                                    |
| Bremen                          | Stadt                     | Bremen, Bremerhaven und Vegesack                                                                                                |
| Hamburg                         | Stadt                     | |
| Lippe                           | Amts-/Kreisfreie Stadt    | In Lippe gab es bis 1932 amtsfreie und von 1932 bis 1934 kreisfreie Städte.                                                     |
| Lübeck                          | Stadt                     | |
| Mecklenburg-Schwerin (bis 1933) | Selbständiger Stadtbezirk | Güstrow, Rostock, Schwerin und Wismar                                                                                           |
| Mecklenburg-Strelitz (bis 1933) | (Amts-)Freie Stadt        | Burg Stargard, Feldberg, Friedland, Fürstenberg, Mirow, Neubrandenburg, Neustrelitz, Schönberg, Strelitz, Wesenberg und Woldegk |
| Mecklenburg (ab 1934)           | Selbständiger Stadtbezirk | Güstrow, Neubrandenburg, Neustrelitz, Rostock, Schwerin und Wismar                                                              |
| Oldenburg                       | Stadt I. Klasse           | Delmenhorst, Jever, Oldenburg i. O., Rüstringen und Varel                                                                       |
| Preußen                         | Stadtkreis                | siehe Liste der Stadtkreise Preußens                                                                                            |
| Saargebiet                      | Stadtkreis                | Saarbrücken war der einzige Stadtkreis im Saargebiet.                                                                           |
| Sachsen                         | Bezirksfreie Stadt        | In Sachsen gab es 1935 22 bezirksfreie Städte.                                                                                  |
| Schaumburg-Lippe                | Stadt                     | Die Städte Bückeburg und Stadthagen waren bis 1934 kreisfrei.                                                                   |
| Thüringen                       | Stadtkreis                | In Thüringen wurden 1922 Stadtkreise gebildet.                                                                                  |
| Württemberg                     | Stadt                     | Stuttgart war vor 1935 die einzige amts- bzw. kreisfreie Stadt in Württemberg.                                                  |